# Yankee Stadium
O Yankee Stadium é um estádio localizado em Concourse, Bronx, na cidade de Nova York. É palco dos jogos de beisebol do New York Yankees na Major League Baseball (MLB) e, desde 2015, do New York City FC da Major League Soccer (MLS) enquanto um estádio próprio para futebol não é construído, além de ser o estádio anfitrião do jogo anual Pinstripe Bowl. O estádio, construído com US$ 1,2 bilhão em subsídios públicos, substituiu em 2009 o antigo estádio, Yankee Stadium, que fora construído em 1923. O novo estádio foi construído ao lado do antigo que após ser demolido deu lugar a um parque público chamado Heritage Field. Após um jogo de exibição a inauguração oficial aconteceu no dia 16 de Abril de 2009, onde o Yankees enfrentou o Cleveland Indians.
O estádio incorpora réplicas de alguns elementos de design do Yankee Stadium original e, como seu antecessor, hospedou eventos adicionais, incluindo jogos de futebol universitário, jogos de futebol, dois jogos ao ar livre da NHL e shows. Embora a construção do Yankee Stadium tenha começado em agosto de 2006, o projeto durou muitos anos e enfrentou muitas controvérsias, incluindo o alto custo público e a perda de parques públicos. É um dos estádios mais caros já construídos.

## História

### Planejamento
O proprietário do Yankees George Steinbrenner começou a fazer campanha para a construção de um novo estádio na década de 1980, mesmo alegando insegurança em torno do Yankee Stadium original, apesar da possibilidade de que tais declarações pudessem prejudicar a participação em jogos de sua própria equipe. Yankees supostamente planejou se mudar para o outro lado do Rio Hudson, em Nova Jersey. O Yankees também considerou mudar-se para o West Side, em Manhattan, propondo o Stadium West Side que poderia ser considerado para uso do New York Jets e também na candidatura da cidade para os Jogos Olímpicos de Verão de 2012.
Em 1988, o prefeito Ed Koch concordou em fazer com que os contribuintes da cidade gastassem US$ 90 milhões em uma segunda reforma do Yankee Stadium, que incluía camarotes de luxo e restaurantes dentro do estádio e garagens de estacionamento, além de melhorias no tráfego externo. Steinbrenner concordou em princípio, mas depois desistiu do acordo. Em 1993, o prefeito David Dinkins expandiu a proposta de Koch, oferecendo sua visão do Bronx Center para o bairro, incluindo novas estruturas e realocando a Academia de Polícia próxima.
Em 1993, o governador de Nova York Mario Cuomo propôs usar o West Side Yard, um pátio ferroviário de 30 acres ao longo do West Side de Manhattan e de propriedade da Metropolitan Transportation Authority, como o local para um novo estádio dos Yankees. No entanto, Cuomo perdeu sua oferta de reeleição alguns meses depois. Em 1995, Steinbrenner havia rejeitado 13 propostas para manter os Yankees no Bronx.
Em 1998, o presidente do Bronx Borough, Fernando Ferrer, propôs US$ 600 milhões em dinheiro público para adicionar dezenas de camarotes de luxo ao estádio, melhorar o acesso às rodovias e ao transporte público e criar uma Yankee Village, com lojas, restaurantes e um museu. Steinbrenner também rejeitou isso. No mesmo ano, o prefeito Rudy Giuliani divulgou um plano para transferir os Yankees para o West Side Yard em um estádio de US$ 1 bilhão. No entanto, com a maior parte do financiamento proveniente dos contribuintes, Giuliani apresentou a proposta, temendo a rejeição em um referendo em toda a cidade. O plano do West Side Stadium ressurgiu em dezembro de 2001 e, em janeiro de 2002, meses após os ataques de 11 de setembro, Giuliani anunciou "acordos preliminares" para que tanto o New York Yankees quanto o New York Mets construíssem novos estádios. Ele estimou que ambos os estádios custariam US$ 2 bilhões, com contribuintes da cidade e do estado contribuindo com US$ 1,2 bilhão.
Michael Bloomberg, que sucedeu Giuliani como prefeito em 2002, convocou os acordos do ex-prefeito de "bem-estar corporativo " e fez uso da cláusula de fuga nos acordos para apoiar os dois acordos, dizendo que a cidade não poderia construir novos estádios para os Yankees e Mets. Bloomberg disse que Giuliani havia inserido uma cláusula neste acordo que afrouxou as locações das equipes com a cidade e permitiria que os Yankees e Mets deixassem a cidade em 60 dias para encontrar uma nova casa em outro lugar se a cidade desistisse do acordo. Na época, Bloomberg disse que os estádios com financiamento público eram um investimento ruim. O projeto de Bloomberg para o estádio foi inaugurado em 2004, ao mesmo tempo em que o plano para o novo estádio do Mets, o Citi Field. O custo final dos dois estádios foi de mais de US$ 3,1 bilhões; os subsídios do contribuinte foram de US$ 1,8 bilhão.

### Construção
Com um custo estimado em U$ 1,5 bilhão, as obras do novo estádio tiveram início em 2006 e foram concluídas em 2009. O projeto teve em mente o velho Yankee Stadium, sendo que muitos de seus elementos de design foram feitos para prestar homenagem ao original. Como sugestão do arquiteto, o exterior do edifício foi feito com peças de calcário indiano, granito e concreto pré-moldado. O telhado apresenta uma réplica de um friso de cobre que foi usado pela primeira vez nas arquibancadas do andar superior do antigo estádio. Na parte interna fotografias mostram momentos históricos do time.
Cerimônias inovadoras para o estádio aconteceram em 16 de agosto de 2006, o 58º aniversário da morte de Babe Ruth, com Steinbrenner, Bloomberg e o então governador de Nova York George Pataki entre os convidados notáveis usando capacetes dos Yankees. Os Yankees continuaram a jogar no Yankee Stadium anterior durante as temporadas de 2007 e 2008, enquanto o novo estádio era construído do outro lado da rua. A comunidade ficou sem parque por cinco anos.
Durante a construção do novo estádio, um operário da construção civil e um ávido fã do Boston Red Sox enterraram uma camisa de réplica do jogador do Red Sox David Ortiz sob o abrigo dos visitantes com o objetivo de colocar uma maldição no Yankees, muito parecida com a "maldição do Bambino" que supostamente assolou o Red Sox durante anos após trocar Ruth com os Yankees. Depois que o trabalhador foi exposto por colegas de trabalho, ele foi forçado a ajudar a exumar a camisa. A organização dos Yankees então doou a camisa recuperada para a Jimmy Fund, uma instituição de caridade iniciada em 1948 pelos rivais da Liga Nacional do Red Sox, o Boston Braves, mas há muito defendida pelo Red Sox e particularmente associada a Ted Williams. O trabalhador desde então alegou ter enterrado um programa de jogos referente ao título do Boston na World Series de 2004 , mas não disse onde o colocou. Estas tentativas não tiveram muito efeito sobre o time da casa, no entanto: os Yankees venceram a World Series de 2009 no final da primeira temporada da MLB no novo estádio.

## Características

### Dimensões
As dimensões do campo são iguais ao velho Yankee Stadium, com exceção apenas do recuo que tinha antes 22 metros. O lado esquerdo possui 97 metros enquanto o centro da esquerda tem 122 metros. O centro do campo tem 124 metros e o centro da direita possui 117 metros. O campo direito mede 96 metros enquanto o recuo conta com 16 metros. As distâncias são medidas a partir do home plate.

## Primeiros do Yankee Stadium
Antes do jogo oficial de abertura do Yankee Stadium no dia 16 de abril de 2009, foram realizados dois jogos contra Chicago Cubs. Grady Sizemore foi o primeiro jogador a conseguir um Grand Slam. O Cleveland Indians conseguiu vencer o jogo de abertura por 10 a 2. Jorge Posada foi o primeiro jogador a conseguir um home run.
| Estatística               | Exibição                             | Temporada regular                         | Pós-temporada                           |
| ------------------------- | ------------------------------------ | ----------------------------------------- | --------------------------------------- |
| Primeiro jogo             | 3 de abril de 2009 Yankees 7, Cubs 4 | 16 de abril de 2009 Indians 10, Yankees 2 | 7 de outubro de 2009 Twins 2, Yankees 7 |
| Arremesso simbólico       | Reggie Jackson                       | Yogi Berra                                | Eric T. Olsen                           |
| Primeiro arremesso        | Chien-Ming Wang                      | CC Sabathia                               | CC Sabathia                             |
| Primeiro rebatedor        | Aaron Miles (Cubs)                   | Grady Sizemore (Indians)                  | Denard Span (Twins)                     |
| Primeira rebatida         | Aaron Miles (Cubs)                   | Johnny Damon                              | Denard Span (Twins)                     |
| Primeira rebatida Yankees | Derek Jeter                          | Johnny Damon                              | Derek Jeter                             |
| Primeiro Home Run         | Robinson Cano                        | Jorge Posada                              | Derek Jeter                             |
| Primeira vitória          | Chien-Ming Wang                      | Cliff Lee (Indians)                       | CC Sabathia                             |
| Primeiro salvamento       | Jonathan Albaladejo                  | Mariano Rivera (17 Abr)                   | Mariano Rivera                          |

### Comparação com o estádio de 1923
| Caracteristica    | Antigo Estádio      | Novo Estádio        |
| ----------------- | ------------------- | ------------------- |
| Dia de Abertura   | 18 de Abril de 1923 | 16 de Abril de 2009 |
| Capacidade        | 56,866              | 50,291              |
| Loja              | 631 m2              | 1070 m2             |
| Taxa de Mictórios | 1 por 89 fãs        | 1 por 60 fãs        |
| Elevadores        | 3 (Otis Traction)   | 16 (KONE Traction)  |